# 笹田剛史
笹田 剛史（ささだ つよし、1941年（昭和16年）2月7日 - 2005年（平成17年）9月30日）は、日本の工学者、大阪大学名誉教授。
専門は環境設計情報学。コンピュータグラフィックス (CG) アニメーションを使った建築や都市のプレゼンテーションを得意とした。

## 来歴・人物
1941年広島県に生まれる。修道高等学校を経て、1964年京都大学工学部建築学科卒業、1966年京都大学大学院修士課程修了。以後京都大学助手、大阪大学助手、同大講師、同大助教授を経て、1988年大阪大学大学院工学研究科環境工学専攻教授。に就任。2005年9月30日逝去、64歳。